# Macrocera plaumanni
Macrocera plaumanni är en tvåvingeart som beskrevs av Edwards 1940. Macrocera plaumanni ingår i släktet Macrocera och familjen platthornsmyggor. Inga underarter finns listade i Catalogue of Life.